# Ascochinga Airport
Ascochinga Airport är en flygplats i Argentina.   Den ligger i provinsen Córdoba, i den centrala delen av landet, 700 kilometer nordväst om huvudstaden Buenos Aires. Ascochinga Airport ligger 684 meter över havet.
Terrängen runt Ascochinga Airport är platt österut, men västerut är den kuperad. Terrängen runt Ascochinga Airport sluttar österut. Närmaste större samhälle är Jesús María, 14,3 kilometer öster om Ascochinga Airport.
Trakten runt Ascochinga Airport består till största delen av jordbruksmark. Runt Ascochinga Airport är det ganska tätbefolkat, med 86 invånare per kvadratkilometer.